# Linnaemya atriventris
Linnaemya atriventris är en tvåvingeart som först beskrevs av Malloch 1935.  Linnaemya atriventris ingår i släktet Linnaemya och familjen parasitflugor. Inga underarter finns listade i Catalogue of Life.